# Municipalité de Nombre de Dios
Nombre de Dios est une des 39 municipalités de l'état de Durango au nord-ouest du Mexique. Son chef-lieu est la ville de Nombre de Dios.
Sa superficie est de 1 478,3 km².
En 2010, sa population est de 18 488 habitants contre 17 318 habitants en 2005.